# 澎湖之役 (1885年)
清法澎湖戰役（另稱1885年澎湖戰役），為中法战争（民間亦稱西仔反）的其中一場戰役，為期三日，以1885年3月29日（光緒十一年2月13日）法國將領孤拔率領遠東艦隊砲轟澎湖廳媽宮澳（今馬公港）、金龜頭、蛇頭、四角仔嶼等砲台，撥派另一兵團登陸嵵裡佔據紗帽山揭起戰爭序幕；3月31日（舊曆2月15日），儘先副將陳得勝、澎湖水師協副將周善初、候補同知關鎮岳等接連兵敗，最後周善初北遁至大赤崁（今白沙鄉赤崁村）搜船逃亡，此後法軍順利攻佔媽宮港、控制澎湖本島全境，以擊退清軍獲勝告終。:363–365

## 背景

澎湖地理位置

清法戰爭後期，法國海軍戰場轉闢東南沿海一帶，自1884年8月起（光緒九年七月）法軍正式入侵台灣北部（雞籠、滬尾），一度封攻佔基隆港佔據煤礦，但卻於滬尾之役受挫清軍（劉銘傳領導的淮軍），而後，法軍指揮孤拔鑒於台灣北部久攻不下，便改為鎖台灣沿海的戰略，於是將目標轉往佔據台灣西部的澎湖群島，做為與清廷交涉的中繼和補給據點。

## 澎湖守軍的部署

### 守軍兵力
1883年（光緒九年）清法戰事起，清廷便令沿海諸省防範戒備，台灣兵備道劉璈置台灣府、台北府以及澎湖廳為重點防禦地區。澎湖位於台灣門戶，戰略位置重要，排訂駐軍3000名，卻遲至1885年（光緒11年正月）才從福州調派兵勇1100名，搭配原有駐軍700名、砲勇百餘人，除澎湖水師協副將自轄二營兵勇（果毅營）與綏靖營，澎湖通判鄭膺杰另募水勇400名，尚不足1000名，朝廷乃諭令當地紳士郭鶚翔、蔡玉成與黃濟時舉辦民團，共衛鄉里。但當1885年3月底（光緒11年春二月）孤拔率軍來犯之前，原澎湖水師協副將蘇吉良（閩籍）先於光緒10年（1884年）被欽差大臣劉銘傳撤換，改由浙江籍的周善初出任副將一職。:363

### 戰前佈署
下列姓名、兵勇人數、守備位置，除了Nelson之外，皆引自林豪總纂《澎湖廳志》，並與《清季外交史料選輯 （页面存档备份，存于）》、連橫《臺灣通史》互為對照。:363

#### 防線配置
澎湖內灣砲台－金龜礮臺；蛇頭山、四角仔嶼礮圍，西嶼內外塹雖置礮臺，卻未有配兵駐守。
- 陸上第一道防線：雞母塢－豬母落水（今五德里－山水里）。
- 陸上第二道防線：烏崁－雙頭掛（今興仁里）。
- 陸上第三道防線：大城北、拱北山至石泉。

#### 將領與兵力配置
| 指揮官                        | 籍貫     | 時任官職                                       | 兵勇                                           | 守備位置                                       |
| ----------------------------- | -------- | ---------------------------------------------- | ---------------------------------------------- | ---------------------------------------------- |
| 梁璟夫                        |          | 遊擊（奏章作守備） 從三品                      | 砲勇200名（粵勇）                              | 金龜頭、蛇頭、四角嶼、觀音亭、測天島等砲臺     |
| 周善初                        | 浙江奉化 | 澎湖副將（最高統帥） 從二品                    | 綏靖後營（台州勇）                             | 扼守媽宮澳，居中調度                           |
| 單錦春                        |          | 幫帶                                           | 綏靖後營                                       |                                                |
| 陳尚志                        | 安徽安慶 | 參將 正三品                                    |                                                |                                                |
| 鄭漁                          | 泉州南安 | 本標右營都司 正四品                            | 果毅營300名（駐澎練軍）                        | 協守媽宮澳                                     |
| 李培林                        | 廣東東莞 | 左營都司 正四品                                |                                                |                                                |
| 鄭膺 （页面存档备份，存于）   | 廣東清遠 | 澎湖糧捕海防通判（文官） 正六品                | 水勇400名 （澎湖土勇）                         | 文澳（暗澳，法文：Amo）                        |
| 關鎮岳                        |          | 候補同知                                       | 德義後營（粵勇）                               | 東衛、雙頭跨                                   |
| 馮楚燊 （页面存档备份，存于） | 浙江台州 | 台灣鎮標中營守備 正五品                        | 綏靖前營（台州勇）                             | 大城北                                         |
| 梁岳英                        |          | 管帶:283 候補通判（文官）                      | 德義後營                                       | 東衛                                           |
| 劉璨瑩                        | 惠州東官 | 幫帶                                           | 德義後營                                       | 聽任梁岳英麾下:283                             |
|                               |          |                                                | 德義中營（粵勇）                               | 鎖管港                                         |
| 陳得勝                        |          | 儘先副將                                       | 綏靖副中營（臺勇）                             | 豬母落水、嵵裡澳（今山水里、嵵裡里）           |
| Nelson                        | 美國     | 外籍教官之一，負責操練駐紮媽宮港清軍砲兵事宜。 | 外籍教官之一，負責操練駐紮媽宮港清軍砲兵事宜。 | 外籍教官之一，負責操練駐紮媽宮港清軍砲兵事宜。 |
| 郭鶚翔 蔡玉成 黃濟時          |          | 澎湖鄉紳                                       | 澎湖團練總計約1000名                           |                                                |

- 「練軍」：清代軍隊編制名稱，朝廷為整頓綠營，仿造淮軍、湘軍體制而成，兵源多為地方民勇。（此即「易勇為兵」之特質
- 一般營軍分為四哨，管帶一員，幫帶一員、正哨官四員，副哨官四員；下有什長、親兵、護兵、練兵和伙夫。[1]:135
- 「果毅營」：澎湖練軍，左右營中挑選精兵而成，又稱「果毅軍」。[1]:135
- 「水勇」：召集沿海漁戶，集結成漁團，以選水勇。有事分哨守戰，與陸團策應、無事之時仍准出漁。[4]:279
- 「粵勇」，又稱「廣勇」，來自廣東。
- 「台州勇」，來自浙江台州。
- 「臺勇」，來自臺灣本島。

## 交戰過程

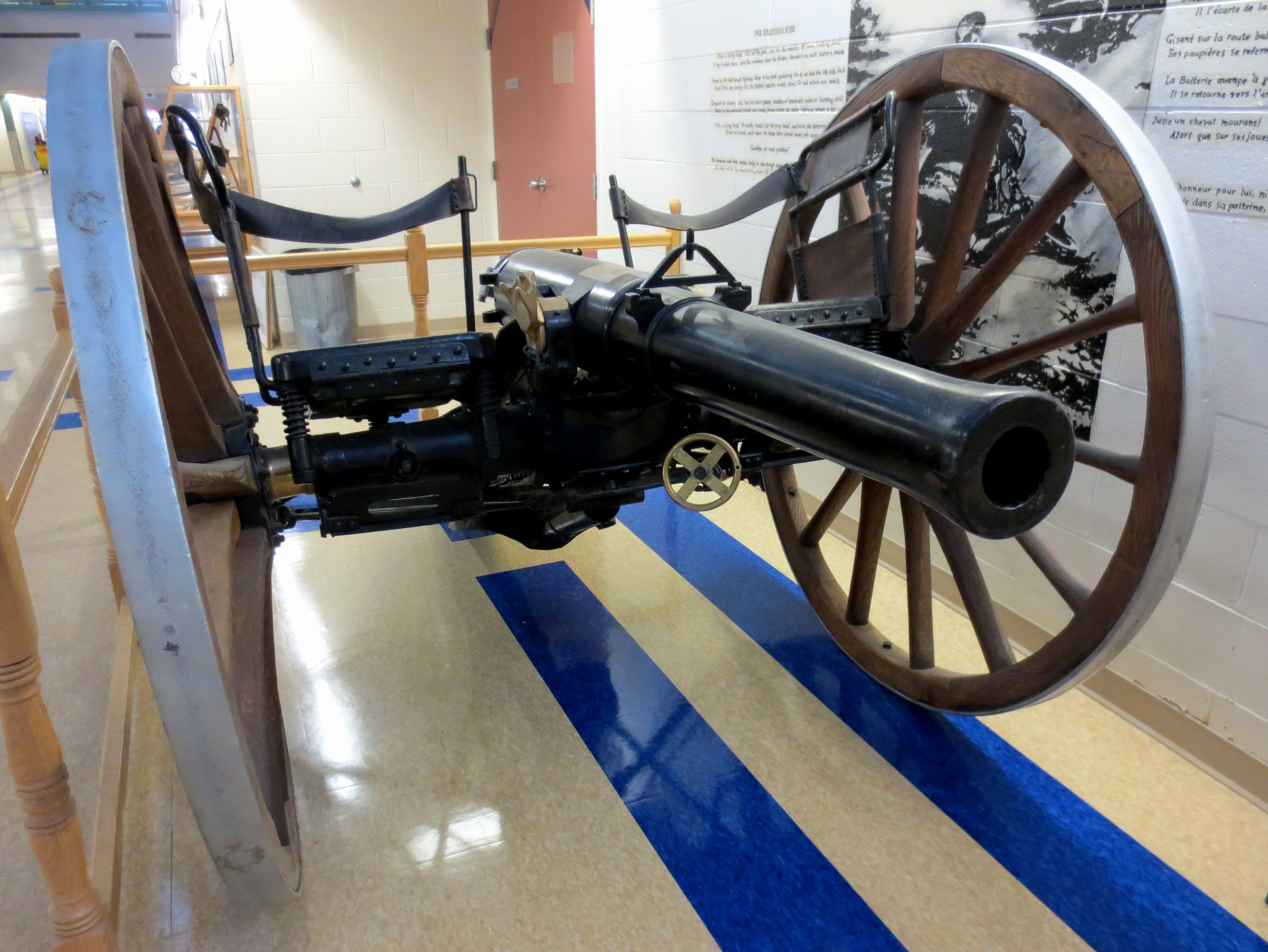
清法戰爭之際，澎湖砲台裝設的英式大砲：Armstrong cannons

下文交叉參酌 Penghu Info｜清法戰爭 （页面存档备份，存于）、林豪《澎湖廳志》、連橫《臺灣通史》及《清季外交史料選輯》等資料寫就。

### 法艦砲轟礮臺，封鎖澎湖內灣
守方澎湖廳當時並無配置戰用船艦，故無法與法國軍艦在澎湖外海進行海戰。
3月29日（舊曆2月13日）
上午七點左右，法艦以Bayard號為首，同Duchaffaut號駛入澎湖內灣，先遭到清守軍四角仔嶼、蛇頭山等砲台的砲擊，法艦立刻做有效反擊。法艦挾帶強大火力，密集砲轟之下，媽宮港北岸的穹窖砲臺被毀，守兵棄守四角嶼砲台和蛇頭山砲台。是日中午時分，金龜頭礮台業已遭轟，之前，清軍兩座火藥庫爆炸，所有砲台至此皆無法獲得彈藥補充，自然也無法再進行有效反擊。

中午過後，法艦主力仍停泊澎湖內灣，繼續砲擊守軍防禦工事。Estaing號將砲火轉向漁翁島（西嶼鄉），對內外塹（今內垵村、外垵村）的砲台也進行破壞。法軍指揮孤拔從Bayard號改駐Annamite號，為下午步兵登陸戰的指揮做準備。

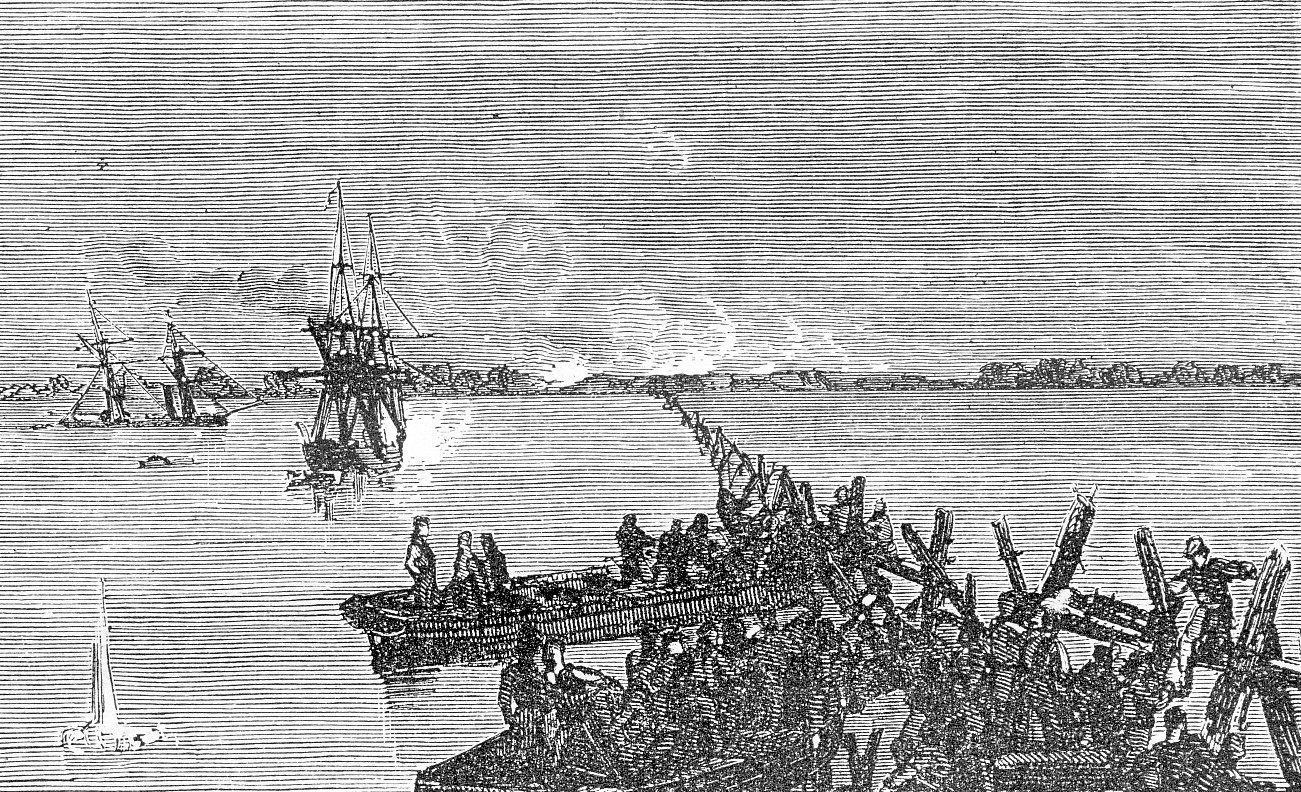
金龜頭和媽宮內灣間的海防柵欄
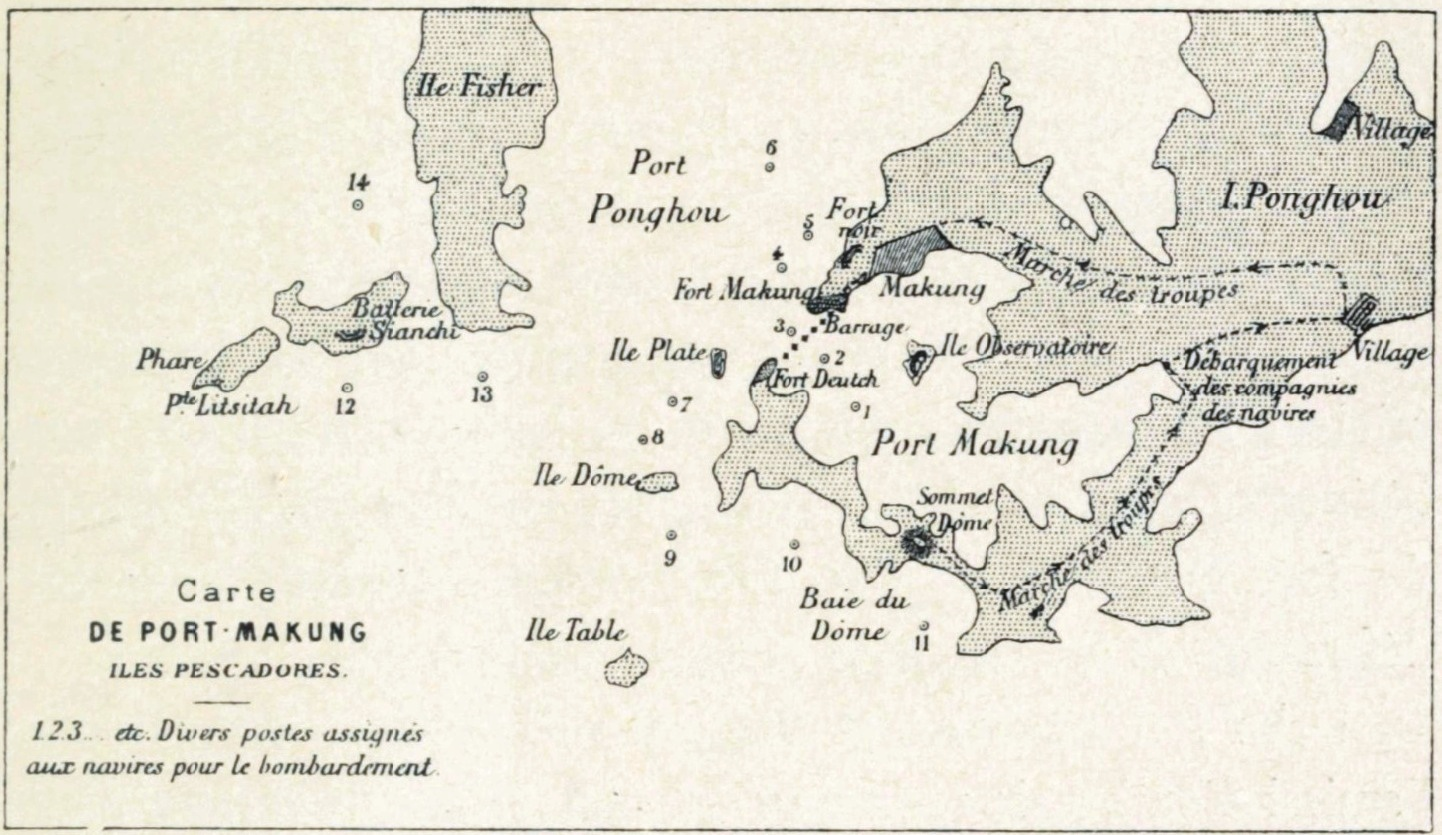
法軍進攻澎湖群島紀錄（1885年）
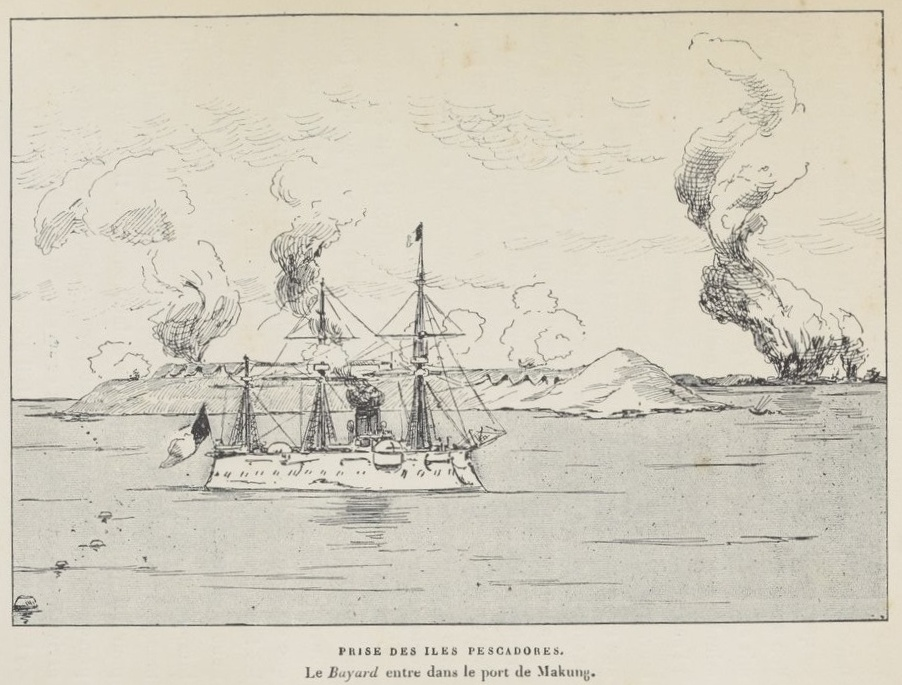
法軍Bayard艦與媽宮港
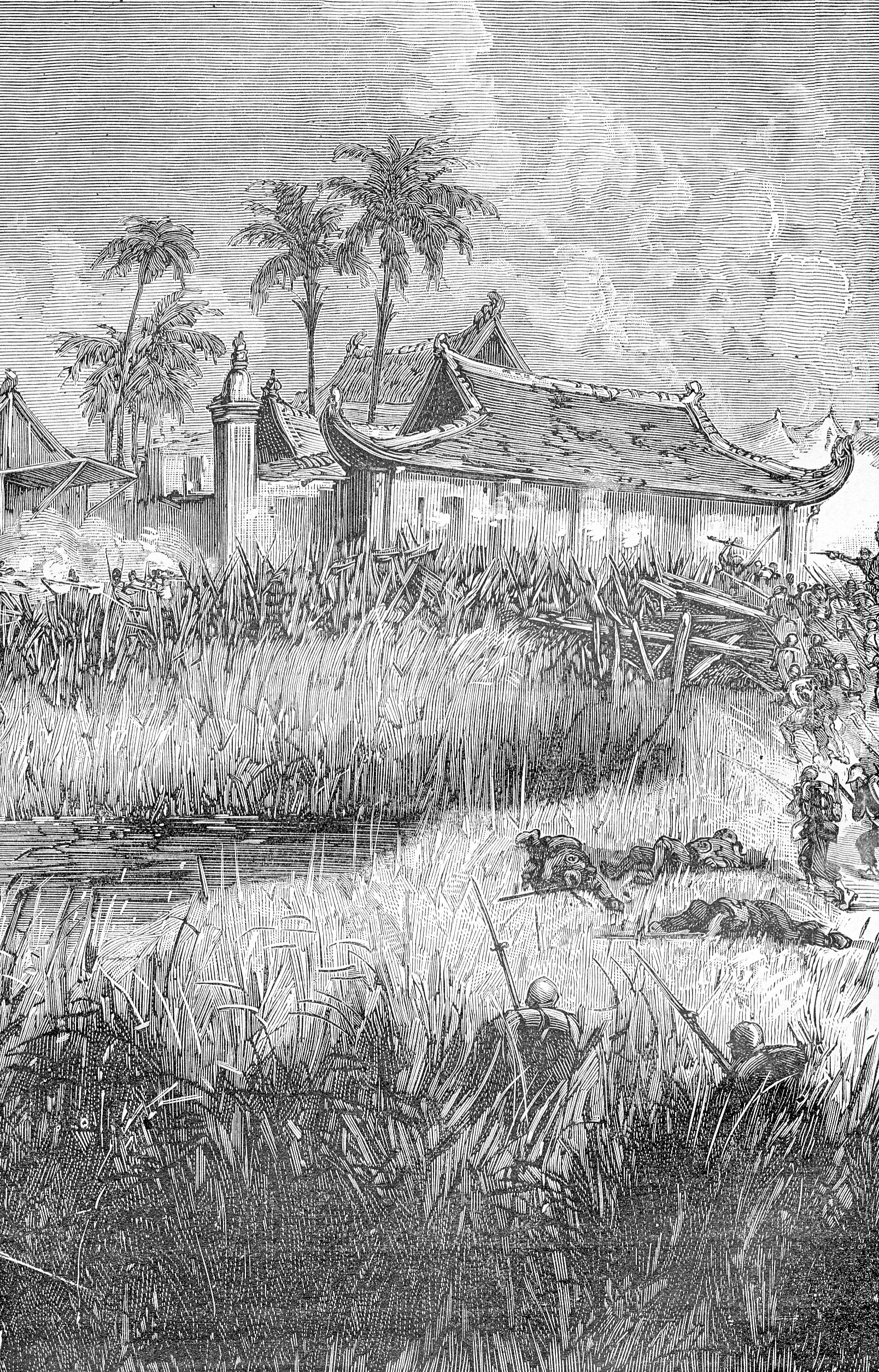
媽宮，1885年

### 步兵登陸戰
歷經上午砲襲後，法軍雖已癱瘓媽宮澳周遭砲台，但孤拔考量媽宮澳整體防禦工事較為完備，正面衝突風險仍高，於是決定繞至澎湖外海的嵵裡澳進行登陸作戰。
3月29日（舊曆2月13日）
下午五時，法軍遣派艦上多支步兵中隊（Marine Infantry）從嵵裡澳搶灘上岸，順利拿下紗帽山與西南方高地，是夜駐軍紗帽山。
守軍統帥周善初經第一日法艦砲擊，率眾退守大城北，同時傳召駐守前線豬母落水（今山水）的陳得勝撤兵後退，卻被陳得勝悍然拒絕，翌日佈陣井仔垵（今井垵里），以俟敵軍。
3月30日（舊曆2月14日）

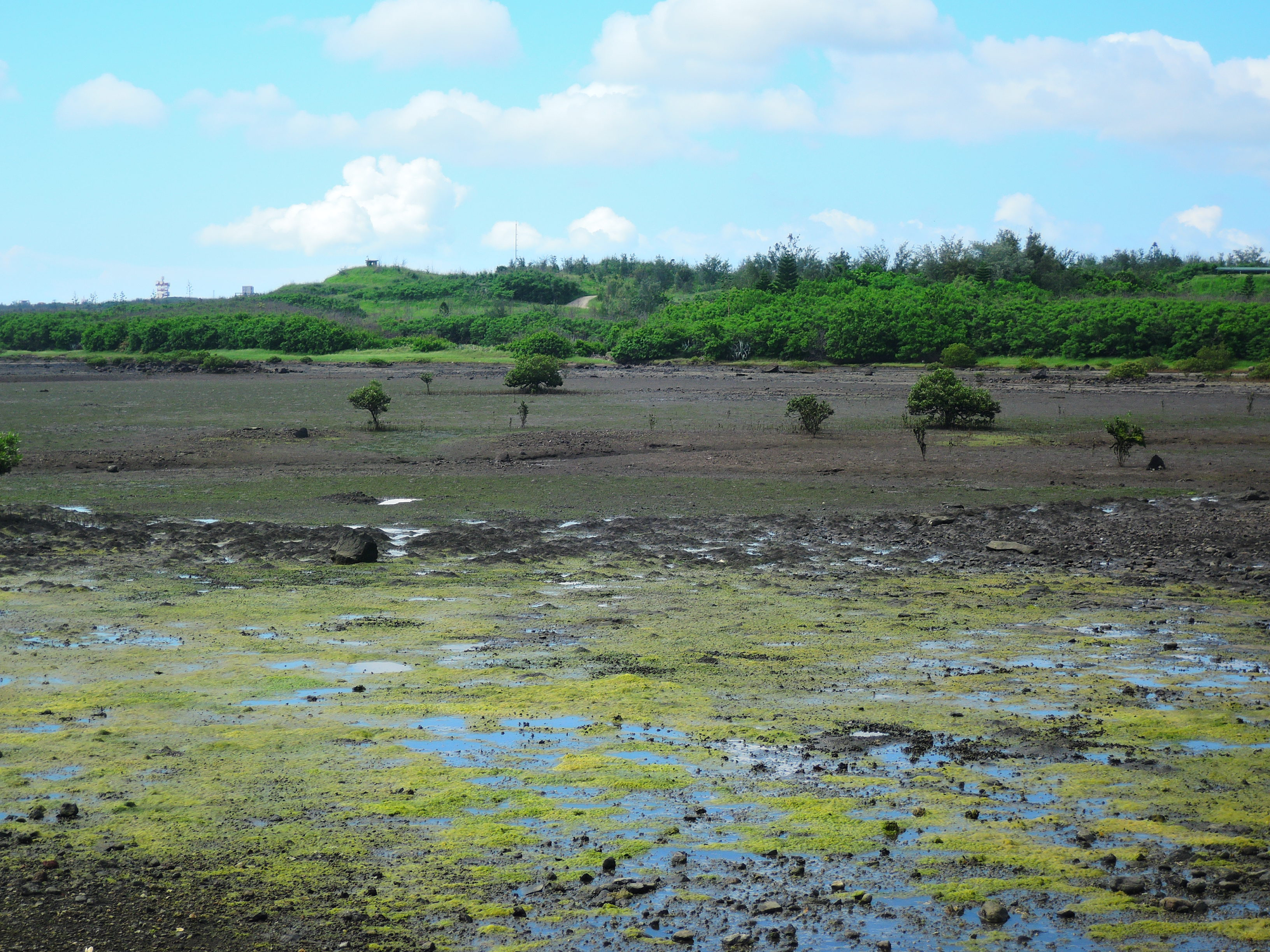
菜園雙港仔濕地（鐵線里）

上午八點左右，法軍開始行動，陳得勝善用地形遮蔽，伏擊得手，有效拖延法軍腳步。上午十點，法軍分兵突擊守軍第一道稜線（雞母塢－豬母落水），陳得勝獨木難支，率兵前往鎖管港的德義營粵勇求援兵被拒，乞求彈藥亦不許。中午，另外兩艘法艦發砲掩護法軍步兵，陳得勝三面受敵，哨官沙德明、石慶平身受重傷，陳得勝只得兵分為二，且戰且退回豬母水營盤。黃昏，陳得勝再退兵至大城北。法軍則於下午四點屯軍「菜園雙港仔陸地」（今鐵線里以北）。
3月31日（舊曆2月15日）
陳得勝率死士二十人，策馬衝向敵營，旋即陳得勝中鎗墜馬，親兵救之才倖免於死。守軍統帥周善初奔至東衛，向守官梁岳英長跪求助，未果。周善初只得與關鎮岳率德義營勇於雙頭掛（今興仁里）東迎戰法軍，德義營哨長朱朝安、蘇德陣亡，周善初與關鎮岳俱負傷。下午一點半，法軍從雙頭掛發動總攻勢，德義勇接連潰敗至大城北，最後北遁至頂山（今白沙鄉）。法軍在雙頭掛擊退德義守軍，循經拱北、東衛，沿途完全無遭遇守軍抵擋，下午五點15分順利抵達媽宮澳。
法軍攻澎湖之役，至此結束。

## 法領澎湖

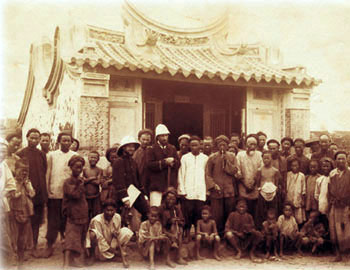
法國士兵與當地居民合攝於文澳城隍廟。

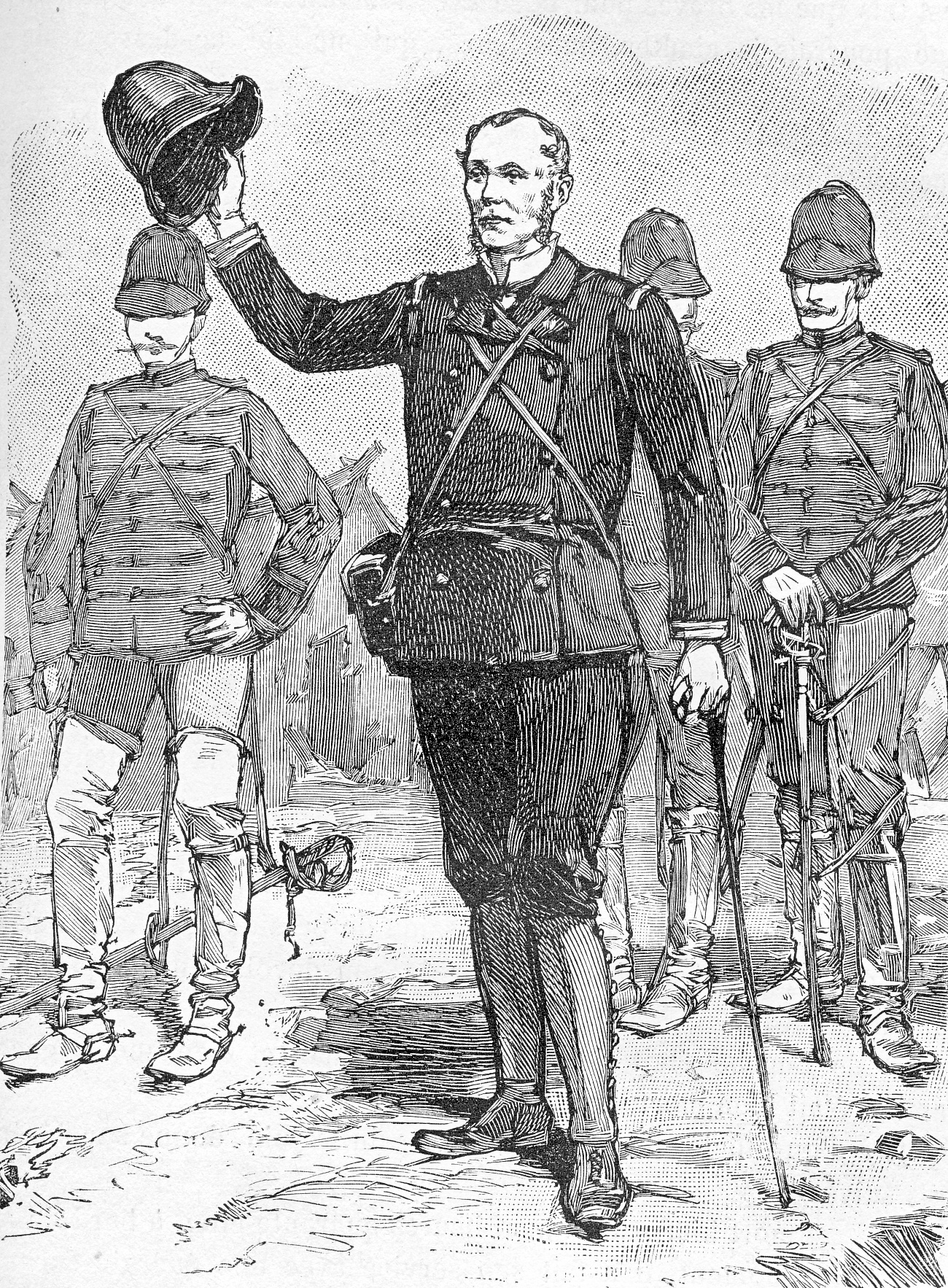
1885年3月31日，孤拔於媽宮澳。

3月31日（舊曆2月15日），法軍入媽宮澳，不少廟宇佛寺被戰火波及。而繁榮的媽宮街更是一片荒煙瀰漫，主因是舊曆2月13日、14日期間，駐守媽宮澳的粵勇及台州勇趁亂，大肆掠奪媽宮街店肆洗劫，放火將店屋延燒殆盡的緣故。:364-365
前線作戰的周善初與關鎮岳逃遁至頂山，二人皆已負傷，與大多數逃難的媽宮平民同時會聚於此，稍後澎湖通判鄭膺杰亦乘小舟至赤崁。鄉紳陳維新、許棼力陳願鳩助軍糧，乃請召集潰勇，齊守大赤崁，以抗法軍；而周善初弗聽，搜民船，載勇渡台。:364-365
周善初與鄭膺杰皆失澎之責被清廷治罪，流放黑龍江，此為後話。
3月31日（舊曆2月15日），澎湖島上飄揚起法國第三共和旗幟長達四個月，直至同年7月（農曆6月）隨法國撤軍才被撤下。
4月（舊曆二月、三月），法國政府與清廷重啟談判越南問題。
孤拔將軍控制澎湖之後，立刻在四月初頒布公告：除了繼續沿用當地官僚，表達作戰已經結束，澎湖居民現在並非法軍的敵人，島上蔬果食物，法軍願意拿金錢購買交易，法國士兵若有欺負當地居民之情事，他若接獲通報，必定追辦到底。該文告表達法軍希望與當地居民和平相處的立場，原本躲避頂山（今白沙鄉）的媽宮住民陸陸續續重返殘破媽宮街，進行重建工程。法軍佔領澎湖四個月期間，大體之下，軍民相處尚稱和諧。

### 霍亂
法軍雖於澎湖戰役中以寡擊眾、大獲全勝，死傷人數極少。不過法軍在屯兵澎湖期間，因水土不服，身染霍亂病故者不在少數。撤軍之前，法軍便在紅木埕（今馬公市北辰市場一帶）、以及風櫃蛇頭山一帶豎立安慰亡靈的澎湖法軍殉職紀念碑，以慰那些亡故的法軍士卒，今日仍存於風櫃蛇頭山。
5、6月（舊曆四、五月），時序邁入夏季，法軍士兵水土不服，又在媽宮澳衛生條件不佳的情況下，霍亂、瘟疫不斷，病死法軍近千人，連主帥孤拔也無倖免。:192
6月9日（舊曆4月27日），李鴻章和法國公使巴德諾（Patenotre）於天津簽訂〈中法新約〉，全名〈中法會訂越南條約十款〉 （页面存档备份，存于）（法语：Traité de Paix, d'amitié et de commerce entre la Chine et la France）。
6月13日（舊曆5月初1），和約簽訂的消息才傳至遠東艦隊，不過艦隊司令孤拔已於6月11日（舊曆4月29日）染病死亡。:192-193
6月16日（舊曆5月初4）由利士比（李士卑斯）代理艦隊司令，前往基隆辦理交接事宜，6月20、21日與提督蘇得勝會晤，辦理交接及交換戰俘事宜。裝載孤拔遺體的Bayard艦也在6月22日由媽宮港出發返回法國，離港之際法艦對空發射21記禮炮，以示哀悼。法軍從7月22日開始陸續撤軍，直到8月4日才完全撤離澎湖全境。:192-193

## 澎湖守軍戰敗原因
1. 清軍戰力不齊、配備不足：澎湖水師既無得力炮位、炮台，又無兵輪、水雷，完全無力牽制法艦砲轟媽宮澳。
2. 清軍砲兵數量、訓練不足：美籍軍官Nelson曾語出抱怨，砲兵訓練效果不彰。[9]此外，漁翁島外塹、內塹雖有架設砲臺，竟無配一兵卒在此，形同虛設。
3. 清軍將帥不協、軍令不申：閩籍的蘇吉良自1879年（光緒五年）起便擔任澎湖水師協副將，清法戰爭前夕被撤換，1884年（光緒十年正月）改由周善初新任水師協副將。周善初僅上任年餘，便擔負應付此大型戰事的重任，委實勉強。此外，周氏乃浙江人士，並不黯澎湖通行的漳泉話，與屬下相處的情形並不佳；周軍與法軍交戰期間，澎湖通判鄭膺杰、梁岳英多名統領第一時間袖手旁觀，救援姍姍來遲。[1]:363
4. 清軍兵勇來源龐雜、素質低落：澎湖地區因自有守軍不足，乃從各地調派兵勇來援，舉凡浙江台州、廣東粵勇以及來自台灣本島的台勇兵團等等，惟可惜數量雖眾，彼此互有傾軋，磨和時間亦有限，自然無法同心戮力。此外，清法前線短兵相交期間，駐守媽宮澳的台州勇、粵勇竟然打劫當地店家房舍、甚至放火焚燒媽宮街。兵勇素質低落至此，落敗亦是不足為奇。[1]:363
5. 法軍將領指揮得當、戰術正確：孤拔攻略澎湖群島之前，先派船艦勘查澎湖地形，確認澎湖守軍部署之後，先集中火力、摧毀媽宮內灣砲台等防禦設施，再派步兵隊登陸上岸，從大後方包抄後防薄弱的守軍，進而擊退對方。

## 撤軍後話

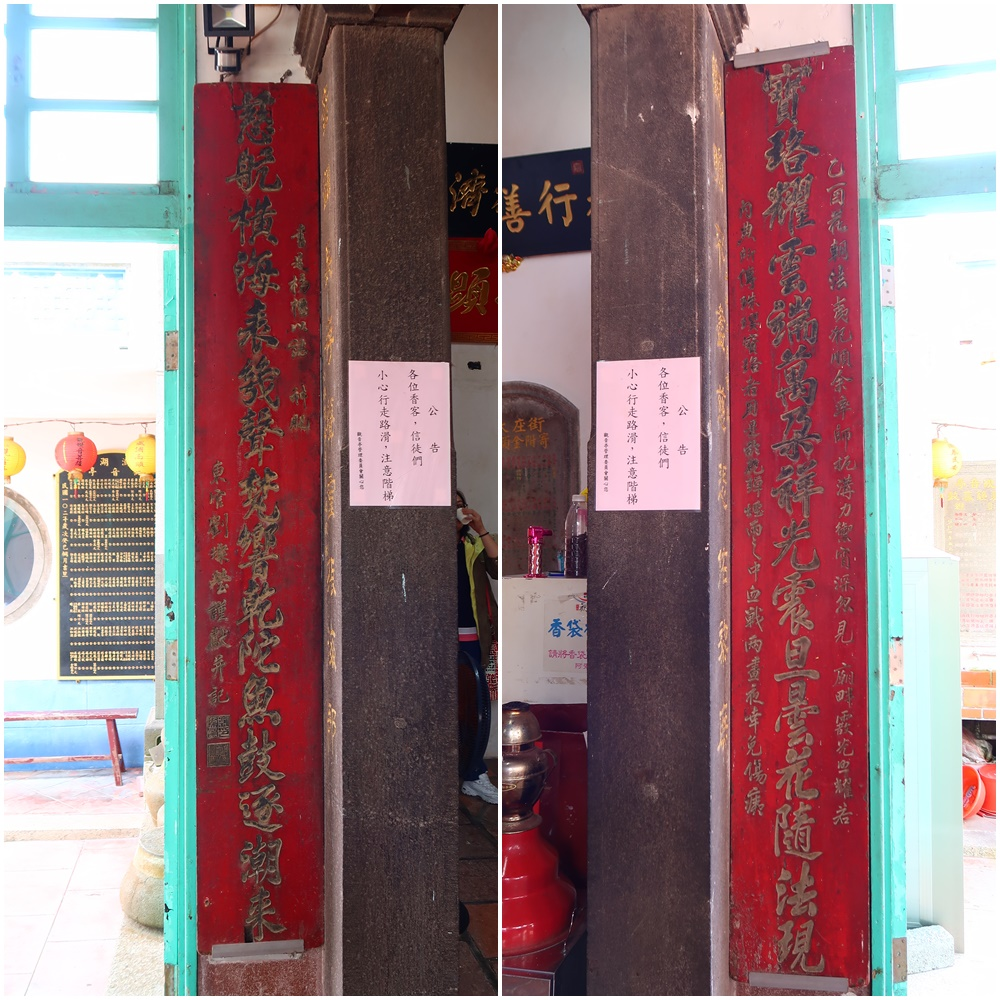
劉璨瑩題（1886年），澎湖觀音亭楹聯。

- 澎湖之役德義後營管帶之一的劉璨瑩，在歷經法軍炮火、進行修繕後的馬公觀音亭之內留有楹聯：

寶珞耀雲端萬朵祥光震旦曇花隨法現，慈航橫海表幾聲梵響乾陀魚鼓逐潮來。東官，劉璨瑩謹獻並記。
附記：
乙酉花朝（光緒11年，1885，2月12日）法夷犯順，余率師扼溝力禦，宵深忽見廟畔霰光照耀，若內典所傳珠瓔寶珞者，用是於砲彈煙雨之中，血戰兩晝夜，幸免傷痍，書於榜楹以誌神貺。
- 光緒皇帝加封媽宮城隍廟的城隍爺為「靈應侯」[10]:60，而另贈御寶「功存捍衛匾」，今仍高懸於文澳城隍廟之中，媽宮城隍廟亦有一幅，則為後來仿製[10]:52。

## 孤拔紀念碑

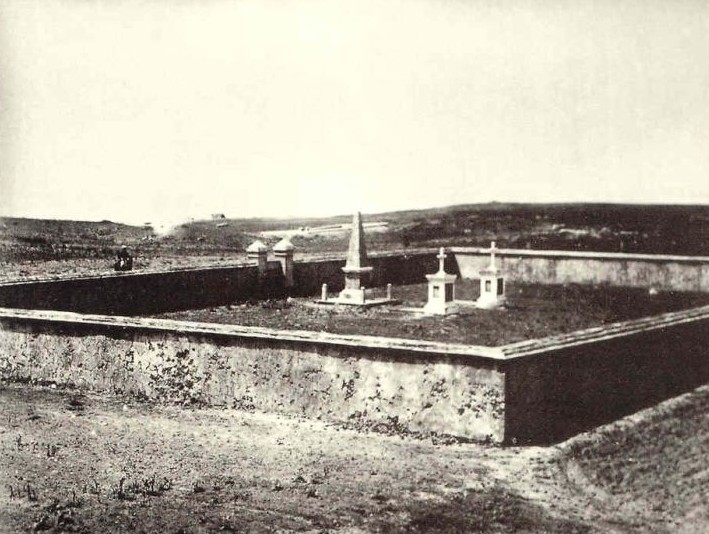
孤拔紀念碑（已被拆除）

遠東艦隊海軍中將孤拔的方尖碑則於1954年被國民政府草草拆遷.孤拔的遺物與步兵中尉若漢德、 海軍主計戴爾則埋葬於媽宮郊外的火燒坪（今馬公市光明里）
其衣冠塚原址位於媽宮城拱辰門一帶，現址位於馬公市立羽毛球館西南側。:172-175

## 相關軼事

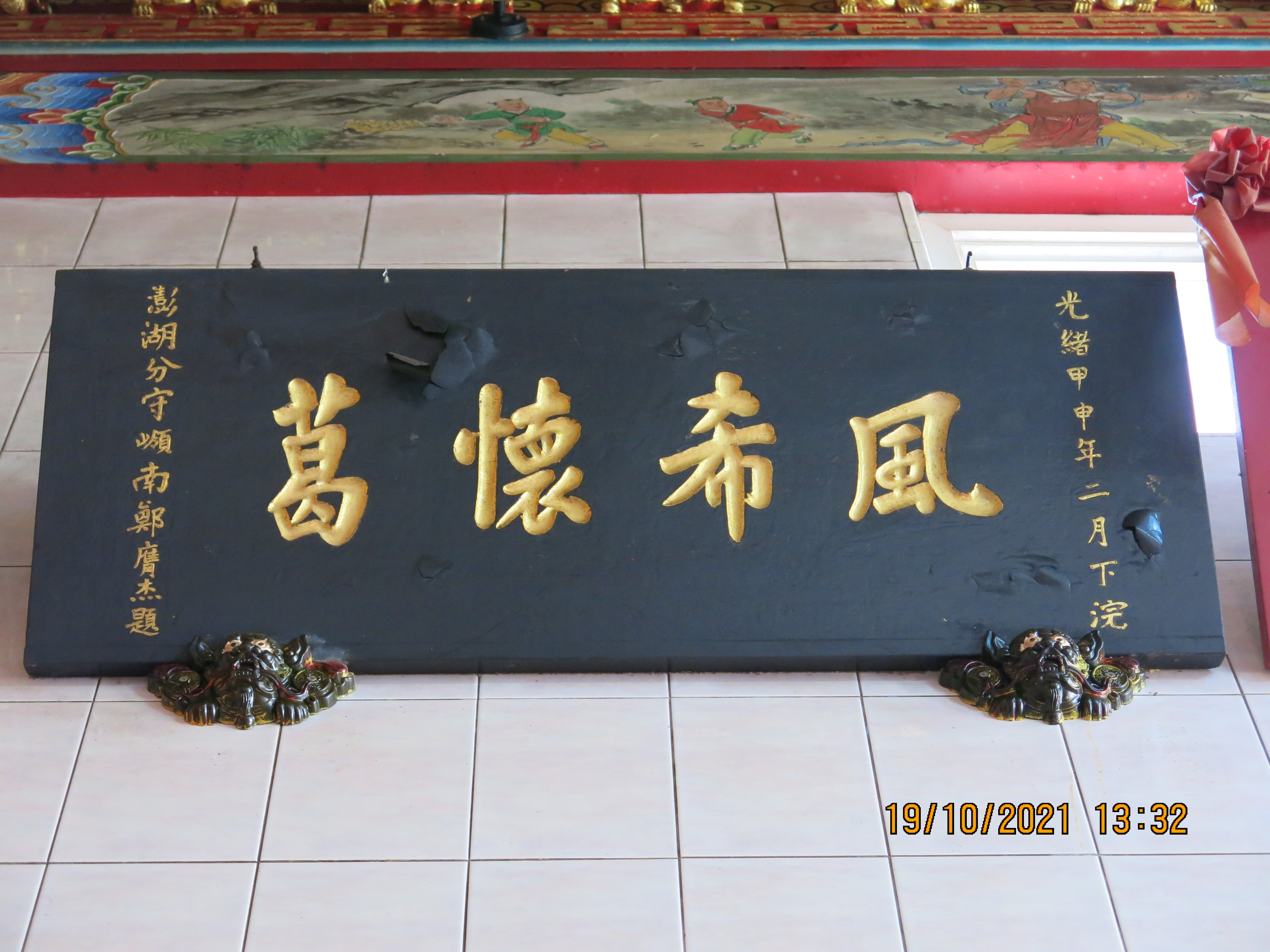
員貝龍興宮的風希懷葛匾，澎湖分守嶺南鄭膺杰題，敬獻於光緒十年（1884年）。

- 攻澎之役隨行法艦的日籍軍官東鄉平八郎，在十年後乙未戰爭中便出任澎湖之役（1895年）的司令官之一。[7]:212-213
- 時任澎湖通判的鄭膺杰今留存有「風希懷葛」匾額，原件置於白沙鄉員貝村龍興宮。上款：「光緒甲申年二月下浣」，下款：「澎湖分守嶺南鄭膺杰題」 [12]
- 澎湖之役中大難不死的先鋒陳得勝，在十年後乙未戰爭中也有浴血奮戰的表現，卻沒有重現西仔反的幸運，陳得勝戰死於1895年6月2日（光緒二十一年五月初十）陣亡地點為台北龍潭埔。[13]同時參與澎湖之役和乙未戰爭的還有陳尚志，陳尚志為安徽省安慶府岳西縣人，時任臺灣總兵提督，於葫蘆墩（今台中豐原）陣亡。[14]
- 清末監生黃家鼎觀割臺之役，做〈秋感六首之五〉，詩云：「將材漫數大東溝，忠信堪從十室求。末秩竟甘包馬革，侯封合讓爛羊頭。彈飛金鐵多摧臂，炮洞心胸尚怒眸。為問三貂先伏法，泉臺相見定含羞。」作者便在頸聯第二句加註各個將士的陣亡地點：「提督陳得勝在金包里出援基隆，陳尚志在葫蘆墩、副將楊再雲在頭份、楊錫九在北斗溪、參將湯仁貴、吳彭年在八卦山、文生吳湯興在大肚溪、武生姜紹祖在新竹、徐驤在大莆林俱陣亡。又有總兵劉得杓、游擊陳金山、都司毛貴談、荀德祿並屍骸無著。」[15]

## 戰火中受損廟宇建物
- 澎湖觀音亭
- 澎湖天后宮
- 媽宮城隍廟
- 關夫子廟
- 文石書院
- 頂街土地公祠（原處中央街，戰後未重建，鄰近之下街土地公祠尚存）

## 圖輯

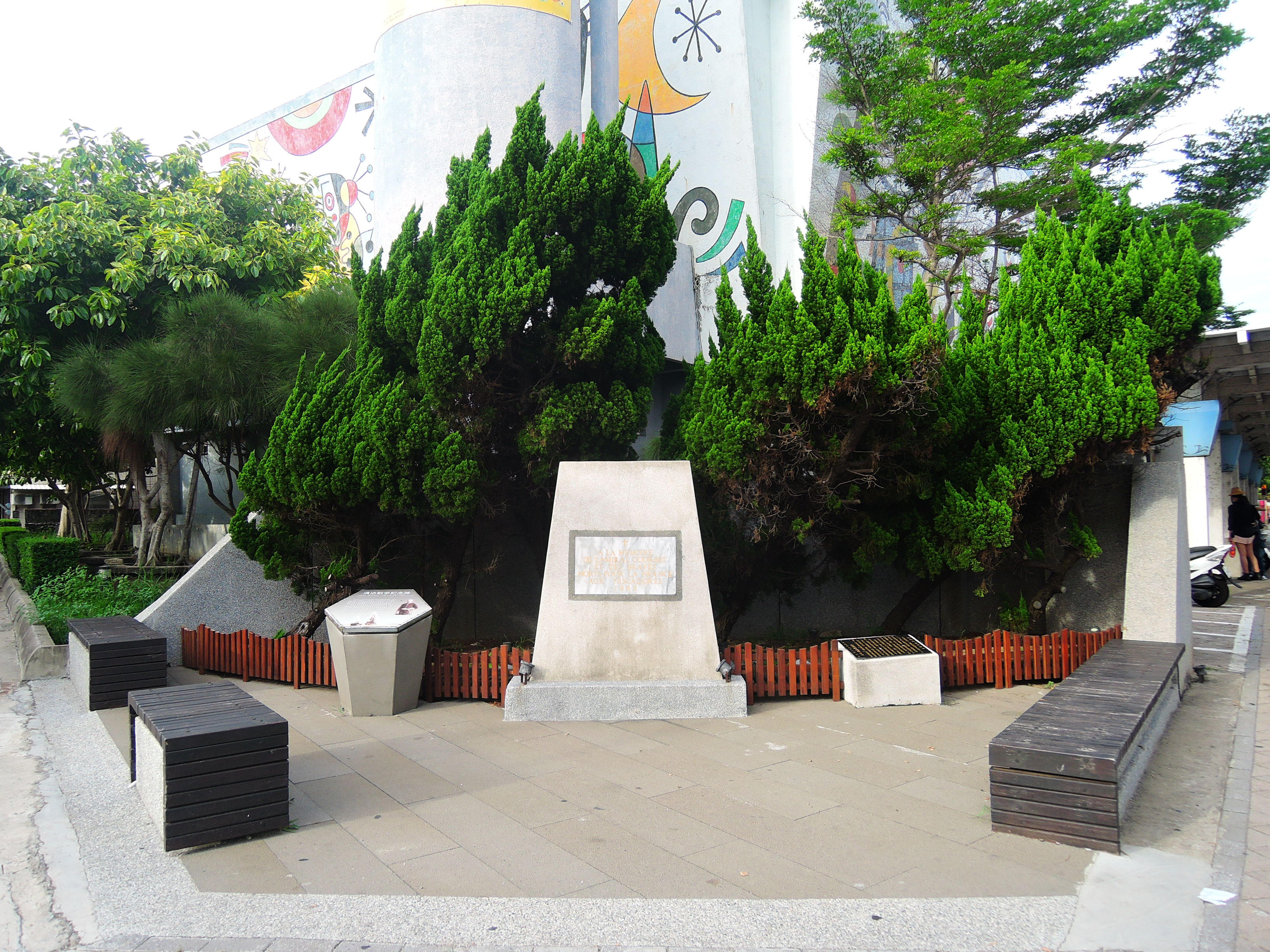
孤拔紀念碑現貌
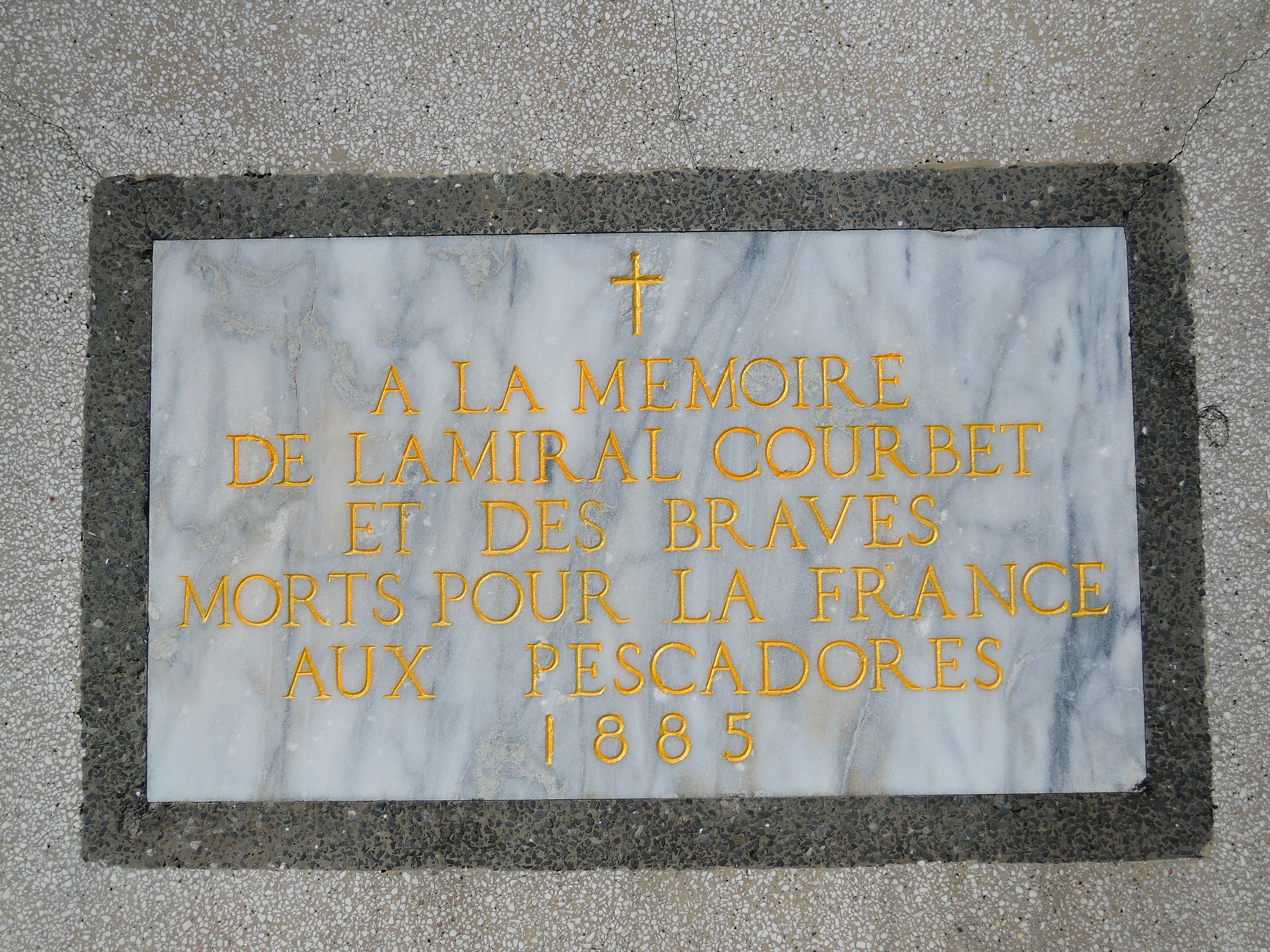
孤拔紀念碑碑文
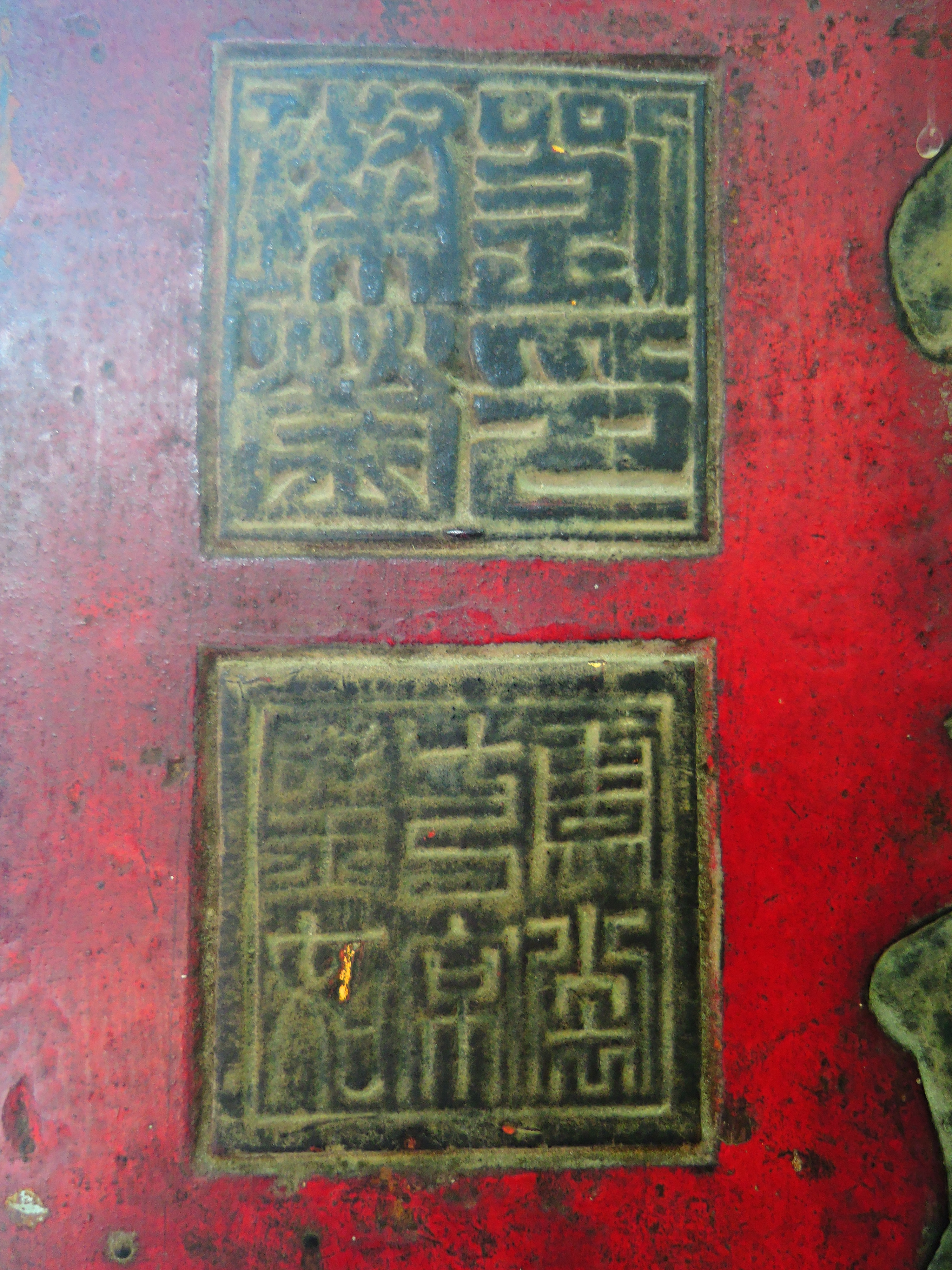
劉璨瑩官印
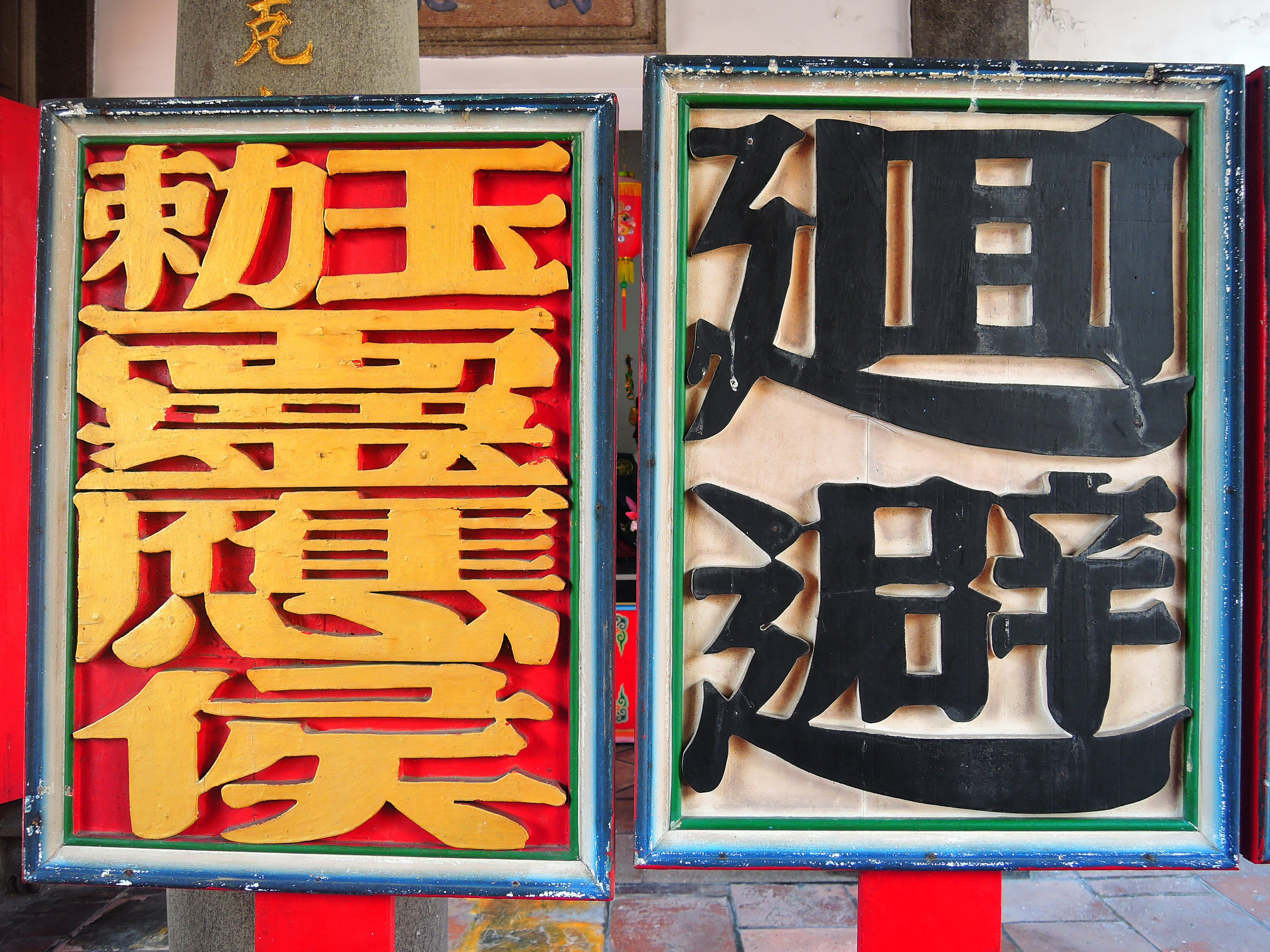
戰後，光緒皇帝加封媽宮城隍廟「靈應侯」
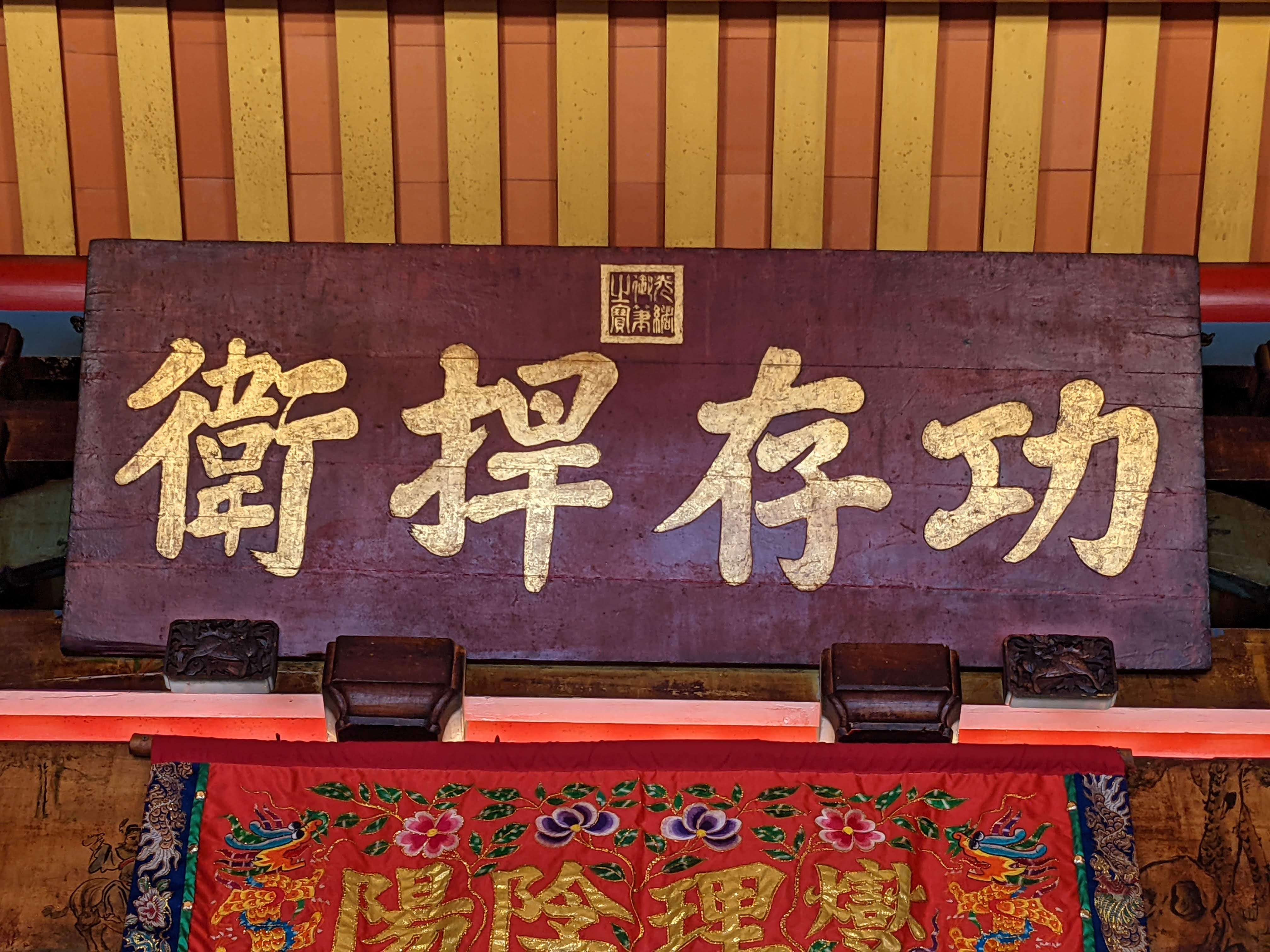
戰後，光緒皇帝御筆欽賜「功存捍衛匾」於文澳城隍廟中

### 引用
1. 1 2 3 4 5 6 7 8 9  林豪. . 台北市: 成文. 1983.
2. ↑  許雪姬總編纂. . 澎湖縣政府. 2005  [2018-02-26]. （原始内容存档于2019-10-30）.
3. 1 2  陳世一; 張蔭昌. . 台北市: 前衛. 2024. ISBN 9786260130183 （中文（臺灣））.
4. ↑  連, 橫. . 台北市: 五南. 2017: 279. ISBN 9789571191300.
5. ↑  Penghu.info｜澎湖知識服務平台. . penghu.info.   [2020-08-10]. （原始内容存档于2021-01-20） （英语）.
6. ↑  《臺灣地名辭書（卷六）澎湖縣》. . 2005  [2018-03-14]. （原始内容存档于2019-11-12）.
7. 1 2 3 4  陳, 政三. . 台北市: 五南. 2015. ISBN 9789571181837.
8. ↑  季茱莉譯註. . 台南市: 國立台灣歷史博物館. 2013: 393. ISBN 9789860380705.
9. ↑  .   [2018-03-14]. （原始内容存档于2020-11-27）.
10. 1 2 3  陳英俊、高啟進、林文鎮、郭金龍. . 澎湖縣: 澎湖縣文化局. 2005. ISBN 9789860262797 （中文（臺灣））.
11. ↑  澎湖縣文化資產手冊. .   [2018-03-14]. （原始内容存档于2020-11-29）.
12. ↑  . 《光復以前臺灣匾額輯錄》光495，頁703  。.   [2018-02-28]. （原始内容存档于2018-02-28）.
13. ↑  俞明震. . 南港山文史工作室. 2016  [2018-02-28]. （原始内容存档于2019-06-05）.
14. ↑  連橫. . 台北市: 五南. 2017: 69. ISBN 9789571191300.
15. ↑  .   [2018-03-13]. （原始内容存档于2018-09-06）.

## 外部連結
- Penghu.info｜澎湖知識服務平台 （页面存档备份，存于）
- 《清季外交史料選輯》 （页面存档备份，存于）